# Liam McGeary
Liam McGeary (ur. 4 października 1982 w King’s Lynn) – brytyjski zawodnik mieszanych sztuk walki (MMA). Były mistrz Bellator MMA w wadze półciężkiej. Rankingowany na 9 miejscu w kategorii półciężkiej na świecie przez portal sherdog.com.

## Kariera
McGeary zaczął trenować MMA w 2009 roku. W profesjonalnym MMA zadebiutował 8 maja 2010 na gali Battle of Jersey w starciu z Polakiem- Grzegorzem Janusem, którego pokonał przez poddanie w 3 rundzie. Po wygraniu 2 pierwszych pojedynków przez poddanie i kolejnego przez nokaut podpisał kontakt z amerykańską federacją Bellator MMA.
Wygrał turniej London 2010 Seni BJJ w super ciężkiej / niebieski pas dywizji.
Liam McGeary uczestniczył w Mistrzostwach Świata IBJJF 2013, gdzie wygrał 3 pierwsze walki przez dźwignię prostą na staw łokciowy (1 i 3 walka) oraz przez duszenie trójkątne (2 walka), zaś 4 walkę przegrał na punkty.
W swoim debiucie dla Bellator MMA z Anton Talamantes wygrał w bardzo spektakularny sposób nokautując  swojego rywala w 78 sekundzie pojedynku.
12 września 2015 wygrał turniej Bellator MMA wagi półciężkiej.
Na gali Bellator 134 stoczył walkę o pas mistrzowski w wadze połciężkiej z mistrzem Emanuelem Newtonem, który ku zdziwieniu fachowców z branży MMA wygrał jednogłośną decyzją sędziów.
W pierwszej obronie pasa pokonał Tito Ortiza przez poddanie w 1 rundzie.

## Osiągnięcia
Mieszane sztuki walki:
- 2014: Bellator MMA – 1. miejsce w turnieju wagi półciężkiej
- 2015-2016: Mistrz Bellator MMA w wadze półciężkiej

MMAJunkie.com Awards:
- 2014: Poddanie miesiąca września
- 2015: Poddanie miesiąca września
- 2015: Breakout Fighter of the Year

## Lista zawodowych walk MMA
| Wynik     | Bilans | Przeciwnik          | Rozstrzygnięcie                             | Runda | Czas | Rozgrywki                           | Data       | Miejsce           | Uwagi                                                 |
| --------- | ------ | ------------------- | ------------------------------------------- | ----- | ---- | ----------------------------------- | ---------- | ----------------- | ----------------------------------------------------- |
| Przegrana | 13-4   | Phil Davis          | TKO (kontuzja)                              | 3     | 4:11 | Bellator 220                        | 27.04.2019 | San Jose          |                                                       |
| Wygrana   | 13-3   | Muhammed Lawal      | TKO (ciosy)                                 | 3     | 0:53 | Bellator 213                        | 15.12.2018 | Honolulu          |                                                       |
| Przegrana | 12-3   | Wadim Niemkow       | TKO (kopnięcia)                             | 3     | 4:02 | Bellator 194: Nelson vs. Mitrione   | 16.02.2018 | Uncasville        |                                                       |
| Przegrana | 12-2   | Linton Vassell      | Poddanie (duszenie trójkątne rękoma)        | 3     | 2:28 | Bellator 179: MacDonald vs. Daley   | 19.05.2017 | Londyn            |                                                       |
| Wygrana   | 12-1   | Brett McDermott     | TKO (przerwanie przez lekarza)              | 2     | 1:06 | Bellator 173: McGeary vs. McDermott | 24.02.2017 | Belfast           |                                                       |
| Przegrana | 11-1   | Phil Davis          | Decyzja (jednogłośna)                       | 5     | 5:00 | Bellator 163: McGeary vs Davis      | 4.11.2016  | Uncasville        | stracił pas mistrza Bellator MMA w wadze półciężkiej  |
| Wygrana   | 11-0   | Tito Ortiz          | Poddanie (odwrócony trójkąt nogami)         | 1     | 4:41 | Bellator 142 Glory: Dynamite 1      | 19.08.2015 | San Jose          | obronił pas mistrza Bellator MMA w wadze półciężkiej  |
| Wygrana   | 10-0   | Emanuel Newton      | Decyzja (jednogłośna)                       | 5     | 5:00 | Bellator 134                        | 27.02.2015 | Uncasville        | zdobył pas mistrza Bellator MMA w wadze półciężkiej   |
| Wygrana   | 9-0    | Kelly Anundson      | Poddanie (odwrócony trójkąt nogami)         | 1     | 4:47 | Bellator 124                        | 12.09.2014 | Plymouth Township | finał turnieju Bellator MMA w wadze półciężkiej       |
| Wygrana   | 8-0    | Egidijus Valavicius | TKO (ciosy pięściami oraz kolanami)         | 1     | 2:10 | Bellator 122                        | 25.07.2014 | Temecula          | półfinał turnieju Bellator MMA w wadze półciężkiej    |
| Wygrana   | 7-0    | Mike Mucitelli      | KO (lewy sierpowy)                          | 1     | 0:22 | Bellator 118                        | 2.05.2014  | Atlantic City     | ćwierćfinał turnieju Bellator MMA w wadze półciężkiej |
| Wygrana   | 6-0    | Najim Wali          | Poddanie (dźwignia prosta na staw łokciowy) | 1     | 1:31 | Bellator 108                        | 15.11.2013 | Atlantic City     |                                                       |
| Wygrana   | 5-0    | Beau Tribolet       | KO (prawy sierpowy)                         | 1     | 0:26 | Bellator 100                        | 20.08.2013 | Phoenix           |                                                       |
| Wygrana   | 4-0    | Anton Talamantes    | KO (ciosy łokciami oraz pięściami)          | 1     | 1:18 | Bellator 95                         | 4.04.2013  | Atlantic City     |                                                       |
| Wygrana   | 3-0    | Walter Howard       | KO (ciosy pięściami)                        | 2     | 0:41 | Ring of Combat 41                   | 15.06.2012 | Atlantic City     |                                                       |
| Wygrana   | 2-0    | Shaun Lomas         | Poddanie (dźwignia prosta na staw łokciowy) | 1     | 1:16 | Island Rumble 3: Ballistic          | 15.10.2011 | Fort Regent       |                                                       |
| Wygrana   | 1-0    | Grzegorz Janus      | Poddanie (dźwignia prosta na staw łokciowy) | 3     | 4:45 | Battle of Jersey                    | 8.05.2011  | Saint Helier      |                                                       |